# John Tomlinson Hibbert
Pour les articles homonymes, voir Hibbert.
John Tomlinson Hibbert (5 janvier 1824 - 7 novembre 1908), aussi connu sous le nom de J. T. Hibbert est un juge de paix du Lancashire et un homme politique britannique. Il est membre du Parlement, représentant Oldham pour le parti libéral, durant de nombreuses périodes entre 1862 et 1895. Il est également lieutenant adjoint ainsi qu'avocat.

## Biographie
J. T. Hibbert est l'aîné de Elijah Hibbert, un fondeur de fer et de Betty Hilton, et fait ses études à Shrewsbury, dans le Shropshire, et entre au St John's College, à Cambridge en 1843. Il fait son entrée au Barreau en 1849 et est muté au Inner Temple. Il est marié deux fois, et père de Percy John Hibbert, né en 1869.
Lors d'élections partielles en mai 1862, J.T. Hibbert est élu député à Oldham sous la bannière du parti libéral. Lors des élections suivantes (les élections générales britanniques de 1865 et les élections générales britanniques de 1868) il est réélu, avant d'être battu lors des élections générales britanniques de 1874. Ne s'avouant pas vaincu, il est réélu à ce même poste en 1877 à la suite d'élections partielles, puis lors des élections générales britanniques de 1880 et des élections générales britanniques de 1885. Battu aux élections générales britanniques de 1886, il se représente de nouveau aux élections générales britanniques de 1892, où il est élu député pour un dernier mandat.
En plus de ses fonctions de député, John Tomlinson Hibbert est également membre de tous les gouvernements Gladstone. De 1872 à 1874, puis de 1880 à 1883, il est secrétaire d'État au Local Government Board, avant d'être sous secrétaire d'État à l'intérieur, rattaché au Secrétaire d'État à l'Intérieur de 1883 à 1884. De 1884 à 1885, il est également secrétaire associé au Trésor de Sa Majesté, puis Secrétaire des Finances attaché au Lord de l'Amirauté en 1886. Sous le gouvernement Primrose, il est Secrétaire au Trésor de Sa Majesté, de 1892 à 1895.
En 1886, il devient également membre du Conseil Privé.
Parmi ses autres postes, on peut notamment signaler sa fonction de président du conseil local de Lancashire, président de l'Association des collectivités locales, ainsi que président du congrès des coopératives du Royaume-Uni en 1870. En 1893, il est nommé Lord Commandeur de l'Ordre du Bain.
Il est décoré d'un doctorat honorifique en droit de l'Université Victoria de Manchester en février 1902, pour le 50e anniversaire de l'université.
Hibbert meurt en novembre 1908, à l'âge de 84 ans.